# پامپا واسی
پامپا واسی (به اسپانیایی: Pampa Wasi) یک کوه در پرو است که در منطقه اوئانوکو واقع شده‌است. پامپا واسی ۴٬۱۲۳ متر بالاتر از سطح دریا واقع شده‌است.